# Mir (undervandsbåd)
| Undervandbådene Mir 1 og 2 | Undervandbådene Mir 1 og 2                                                                                          |
| -------------------------- | --- |
| Længde                     | 7,8 m |
| Brede                      | 3,6 m |
| Højde                      | 3,0 m |
| Vægt                       | 18,6 tons |
| Kraftkilde                 | Oliefyldte nikkelkadmium-batterier 100 kWh                                                                          |
| Fremdrift                  | Hydraulisk 9 kW og 2×2,5 kW                                                                                         |
| Hydraulisk system          | 12 kW, 5 kW, 0,3 kW (nødsystem)                                                                                     |
| Topfart                    | 5 knob |
| Maksimal dybde             | 6.000 m (testet ved hhv. 6170 m og 6126 m)                                                                          |
| Maksimal driftstid         | 246 persontimer |
| Ballasttanke               | Luftlommer/luftblæsning 1500 kpf, dybderegulering (vand) 999 kpf, højtrykspumper 10 l/min og 3/l min på 6.000 meter |
| Trimtanke                  | Fyldt med vand, for og agter, +/-25°                                                                                |
| Nyttelast                  | 290 kg |
| Nødopstigningssystem       | 350 kg nikkelballast, redningsbøjer og udstyr, der kan frigøres                                                     |
| Udsigtsruder               | Diameter 200 mm og 2×120 mm                                                                                         |
| Navigering                 | UQC-bøjer, gyrokompas, sonar, fartmåler                                                                             |
| Kommunikation              | UQC-telefon, VHF-radio                                                                                              |
| Observationssystem         | Kamera, tv-kamera, sonar, HID-lamper 2×1200 W                                                                       |
| Udforskningssystem         | 12-kanals sensor, 2× udvendige hydrauliske fjernstyrede arbejdsredskaber, prøvetagningsinstrumenter                 |

 For alternative betydninger, se Mir. (Se også artikler, som begynder med Mir)
Mir 1 og 2 er to identiske russiske dybhavsundervandsbåde til forskning. Fartøjerne er bygget i Finland i 1987 i et samarbejde mellem Rauma-Repola Oceanics Oy og Ruslands Videnskabernes Akademis Oceanografiske Institut. Fartøjerne blev bygget på Rauma-Repolas Lokomo fabrik i Tammerfors.

## Generelt
Det helt specielle ved Mir-fartøjerne er, at de er bygget af specialhærdet stål og ikke af det sværthåndterlige titan, som tidligere ansås for at være det eneste pålidelige alternativ til brug for trykkamrene i de dybtgående undervandsfartøjer. På bygningstidspunktet var de to fartøjer helt enestående af sin art og fremstod som den daværende højteknologi inden for undervandsfartøjer. De er i stand til at dykke ned på 6.000 meters dybde (19.680 fod), hvormed de kan nå 98% af alle verdenshavenes dybder. Udover Mir-fartøjerne findes der kun tre andre ubådstyper, der er i stand til en bemandet dykning på over 3.000 meters dybde. I trykkammeret, der er specialnikkel-stål, er der ud over piloten plads til to andre personer. Fartøjerne har gennemgået hovedrenovering i hhv. 1994 og 2004.
Såvel undervandsbådene som det finsk byggede moderskib RV Akademik Mstislav Keldysh drives af Shirshovs Oceanografiske Institut. Fartøjernes hjemhavn er Kaliningrad i Østersøen.

## Berømte dykningsopgaver
- James Cameron har ved hjælp af Mir filmet både RMS Titanics og slagskibet Bismarcks vrag
- Vraget af den sunkne atomubåd Komsomolets i Norskehavet
- Mir-fartøjet anvendtes til de første undersøgelser af de sunkne atomubåd Kursk i Barentshavet
- Den japanske ubåd I-52 i Atlanterhavet
- En russisk og en international forskningsgruppe dykkede ved hjælp af Mir-fartøjerne som de første under vandet ved Nordpolen og rejste den russiske tricolore på havbunden.[2]